# 水原親憲
水原 親憲（すいばら ちかのり）は、戦国時代から江戸時代初期にかけての武将。上杉氏の家臣。

## 生涯
天文15年（1546年）、魚沼郡浦佐城主・大関親信の子として誕生。
『上杉将士書上』によれば、永禄4年（1561年）の第四次川中島の戦いにおいて武功を挙げ、主君・上杉謙信より賞賛されたと云われているが、確実な史料に親憲が登場するのは御館の乱以降のことである。謙信の死後に起こった御館の乱では上杉景勝を支持、天正7年（1579年）2月、広瀬（魚沼郡）の小平尾の地を攻略し、天正8年（1580年）5月には、深沢利重・栗林政頼らと共に上田の守備についている。この頃、親憲は一時期上杉家を離れ、会津蘆名氏家臣で長沼城主・新国貞通の下に身を寄せていたという。天正8年（1580年）6月には、蘆名盛隆の家臣・栗村範通（新国貞通の子）から、親交を求める盛隆の意を景勝に披露してほしいと依頼されている。
天正11年（1583年）2月、越中国の防備にあたり、その功により知行を与えられた。『北越詩話』『水原氏の研究』では、天正14年（1586年）に景勝の命により水原満家が新発田重家の乱で討死して断絶していた揚北衆・水原氏の名跡を継ぐことになったとしているが、文禄3年（1594年）2月、出羽国最上表での戦功に対する景勝からの朱印状の宛名は大関常陸となっている。一方、同年付の『文禄三年定納員数目録』では水原常陸となっている。同目録によれば、親憲は3,414石を知行し、149人の軍役を担っていた。
慶長3年（1598年）に景勝が会津へ移封されると、猪苗代城代に任じられ、5,500石の知行を与えられた。慶長5年（1600年）の関ヶ原の戦いでは慶長出羽合戦に参加して最上義光と戦い、長谷堂城からの撤退戦では鉄砲隊200名を率いて、追撃してくる最上勢に痛手を与え、上杉軍の撤退を成功させた。
慶長19年（1614年）の大坂冬の陣では、鴫野の戦いで鉄砲隊を率いて大いに活躍し、2代将軍・徳川秀忠から感状を賜ったが、親憲は「子供の石合戦ごときのような戦で、感状を賜ることになるとは」と言い放ったという。これは関ヶ原の戦いでは徳川との戦を主導しておきながら、今回は嫡男・景明に徳川から感状を貰おうと躍起になっていた執政・直江兼続を皮肉ったものと言われる。なお、この感状は祐筆の書き間違いで、宛名が「杉原常陸介」となっていた。親憲はこれに気づいていたが、将軍家からの感状であるのでそのまま戴いて異議を申し上げず、その後は姓を「杉原」に改めている（読みは「すいばら」のままである）。
元和2年（1616年）5月13日死去。享年71。嫡男の助市は11歳で夭逝していたため、外孫（婿の下条正親の次男）の憲胤が養子となって家督を相続した。

## 人物・逸話
- 兜に「風の神、雷の神、火の神」と書かれたうちわをあしらった前立てをつけていた。この兜は現存し、宮坂考古館に収蔵されている。
- 『米沢里人談』は親憲の容貌について「其長鴨居をさえぎり、面は馬の如く、黒子多くして黒大豆を蒔たる如く」と記している。
- 『上杉将士書上』は「水原常陸介親憲は風流者で、乱舞、連歌をよくし、茶の湯の数寄者でもあり、人の噂にのぼることの多い男であった」と記している。
- 『上杉将士書上』によると、いつも勝戦のときは寡黙をまもり、苦戦に陥ったときには、「天下に敵と存ずる者なし、嵐の中の塵芥の如きもの」と大音声で味方の士気を鼓舞してまわったので、謙信から剛の者と讃えられた。
- 『上杉将士書上』によると、上杉家中の酒宴のとき、顔に紅、白粉を塗りたくり、真っ赤な頭巾を被り、棕櫚箒に紙をちぎってつけたものを高くかかげながら、主君・上杉景勝の前に進み出て舞を舞ったところ、いつも無口な景勝の表情が少し崩れたという。
- 『上杉将士書上』によると、戦場へ向かう際、馬にまたがって道を進むときも、付き従う下人と世間話をしながら大笑いして通っていくため、沿道の人々は「あれが、今から合戦に向かう武者か」と目を見張ったという。
- 上杉家を出奔して新国貞通のもとに身を寄せていたとき、共に出奔した小島弥太郎が蘆名家の家臣から「越後の鬼小島、会津では味噌小島」とはやし立てられたことがあったが、親憲が合戦で大活躍を立て、小島の分の汚名を返上した。
- 上杉家中で、関ヶ原の戦いにおける東軍（徳川軍）の勝利を予見した数少ない武将のうちの1人と言われている。
- 大坂冬の陣で、「自分の具足は古いので、諸将に笑われる」と言って、猿楽の半臂（はんび）を具足の上から羽織って出陣した。これを見た徳川家康は 「上杉家は古風だな。直垂を着て出陣している者がいるぞ」と言ったという。
- 『常山紀談』によると、大坂冬の陣で徳川秀忠から感状を戴いた際に、秀忠の前で感状を開封して読み、傍らの本多正信を見やって「景勝公のみならず、陪臣の身である私にまでこんな名誉を戴けるとは、謙信公以来の上杉の武名をあげられて嬉しいことです」と言ってから静かに退出したという。当時においては下賜された感状をその場で開くという行為は、重大な儀礼違反であった。また退出後「こたびの戦は子供の石合戦のようなもので、怖くも骨折りとも思わなかった。謙信公の元で戦場を駆け回っていた頃は、今日死ぬか明日死ぬかと思いながら必死に戦ってきたが、一度も感状など貰えた事はなかった。こんな花見同然の合戦で感状をいただけるとは、おかしなことだ」と大笑いして人に語り徳川による不義の戦を世間に印象づけた。
- 墓石は瘧（おこり。マラリア）に効くとの噂が広まり人々に削られていった。これは親憲には出陣時に震える癖（いわゆる武者震い）があったが、いざ合戦になるとその震えが止まったとの言い伝えがあり、瘧の発熱性の震えを押さえるとの発想になったと言われている。

## 系譜
- 父：大関親信
- 母：不詳
- 室：不詳
  - 男子：助市
  - 女子：下条正親室
- 養子
  - 男子：水原憲胤 - 下条正親の次男

## 関連作品
小説
- 『上杉かぶき衆』火坂雅志（実業之日本社、2009年）